# Tavia Yeung
Tavia Yeung of Yeung Yi 楊怡 (Hongkong, 30 augustus 1979) (jiaxiang: Guangdong, Zhanjiang 廣東湛江) is een Hongkongse actrice die werkt voor TVB.  Ze heeft in vele series een hoofdrol gespeeld, zoals in Heart of Greed, Dicey Business, Face to Fate en A Pillow Case of Mystery.  In augustus 2006 ging ze als fotomodel in de Hongkongse mannentijdschrift HIM, daar stond ze ook op de cover.
In 1998 studeerde ze af op de dertiende TVB artists training course. In 2007 kwamen de series: "Dicey Business", "Heart Of Greed", "On The First Beat" en "Fathers And Sons" in de top vijf populairste TVB-series van 2007. Yeung had in alle deze vier series een rol

## Filmografie
- Detective Investigation Files IV (1999)
- The Green Hope (2000)
- Street Fighters (2000)
- The Legend of Lady Yang (2000)
- The Awakening Story  (2001)
- Eternal Happiness  (2002)
- Golden Faith (2002)
- Good Against Evil  (2002)
- Whatever It Takes  (2002)
- Find The Light (2003)
- The Vigilante In The Mask (2003)
- The W Files  (2003)
- Vigilante Force (2003)
- Twin of Brothers (2004) met Raymond Lam
- Shades Of Truth (serie) (2004)  met Wong Hei
- The Prince's Shadow(2005) met Adam Cheng
- The Academy  (2005)  met Ron Ng
- Food for Life (2005) met Kevin Cheng
- A Pillow Case of Mystery (2006)  met Benny Chan
- Face to Fate (2006)  met Frankie Lam
- Land of Wealth(2006) met Steven Ma en Moses Chan
- Dicey Business (2006) met Bosco Wong
- Heart of Greed (2007) met Bosco Wong
- On The First Beat (2007) met Ron Ng
- Fathers and Sons (2007) met  Wong Hei
- The Building Blocks of Life (2007)
- Moonlight Resonance  (2008) met Moses Chan
- Sweetness in the Salt  (2008) met Steven Ma
- Beyond the Realm of Conscience  (2009) met Charmaine Sheh, Moses Chan en Kevin Cheng
- Cupid Stupid  (2010) met Steven Ma en Michael Tse
- The Mysteries of Love  (2010) met Raymond Lam
- A Fistful of Stances  (2010) met Kevin Cheng

## Prijzen
- 3 Weekly - Most Improved Artiste (2003)
- 36th TVB Anniversary Award - Most Improved Actress (2003)
- TVS China Awards - Most Potential Actress (2006)
- NEXT Magazine - WHY Best Fashion Style Award (2007)
- Sina’s 10th Macau/Hong Kong Entertainment Awards - Best Actress In A Drama (2007)
- 41st TVB Anniversary Awards - Best Supporting Actress (2008)
- 42nd TVB Anniversary Awards - My Favourite Female Character as "Yiu Gam Ling" in Beyond the Realm of Conscience (2009)
- 42nd TVB Anniversary Awards - Best Performance of the Year (2009)